# Sidi M'Hamed Ben Lahcen
Sidi M'Hamed Ben Lahcen (àrab سيدي محمد بن الحسن) és una comuna rural de la província de Taounate de la regió de Fes-Meknès. Segons el cens de 2014 tenia una població total de 18.820 persones.